# Ховманторп
Ховманторп (на шведски: Hovmantorp) е град в лен Крунубери, южна Швеция, община Лесебу. Намира се на около 320 km на юг от столицата Стокхолм. Има жп гара. Населението на града е 3185 жители, по приблизителна оценка от декември 2017 г.

## Личности
Родени
- Карлот Перели (р. 1974), шведска поппевица